# 1923 في الجزائر
الأحداث من عام  1923 في الجزائر.

## الأحداث
- نهاية مقاومة الطوارق للاستعمار الفرنسي التي بدأت عام 1881م واستمرت حتى عام 1923م. واجبار الشيخ آمود أغ المختار على مغادرة الـمنطقة إلى منطقة فزان بليبيا.

## المواليد
- – العربي بن مهيدي – أحد شهداء الثورة الجزائرية، كان مناضلا وقائدا.
- 23 فبراير – بن يوسف بن خدة – كان سياسيا ورئيسا للحكومة المؤقتة.